# 長與町
長與町（日语：／ Nagayo chō */?）是日本長崎縣轄下的城鎮，位於長崎市市區東北方約10公里，屬西彼杵郡。

## 历史

### 年表
- 1889年4月1日：實施町村制，9鄉（村）合併為長與村。
- 1969年1月1日：改制為長與町。[1]
- 1982年7月23日：町公所所在地測得1小時最大雨量187mm，是日本觀測史上最大值（長崎大水害）。

## 交通

### 鐵路
- 九州旅客鐵道
  - 長崎本線：本川內車站 - 長與車站 - 高田車站 - 道之尾車站

|  |  |
|  |  |

## 觀光資源
- 崎野之鼻
- 堂崎鼻
- 中尾城公園
- 長與水庫
- 琴之尾岳

## 教育

### 大學
- 長崎縣立大学西博爾德校

### 高等學校
- 長崎縣立長崎北陽台高等學校
- 長崎市立長崎商業高等學校（校區位於與長崎市邊界上）

## 外部連結
- （日語） 長與町商工會
- OpenStreetMap上有關長與町的地理